# Qazi Massarrat Hussain
Qazi Massarrat Hussain (ur. 16 marca 1935, zm. 26 sierpnia 2021 w Karaczi) – pakistański hokeista na trawie, medalista olimpijski.
Grał jako pomocnik. Brał udział w Letnich Igrzyskach Olimpijskich 1956, zdobywając srebrny medal. Wystąpił w dwóch spotkaniach, w których nie strzelił żadnego gola. 
W latach 1956–1958 rozegrał w drużynie narodowej osiem spotkań, nie zdobywając żadnej bramki.